# Balog Gábor (úszó)
Balog Gábor (Békéscsaba, 1990. szeptember 2. –) magyar úszó.

## Sportpályafutása
A 2007-es ifjúsági Európa-bajnokságon 100 m háton és a vegyes váltóban harmadik volt. 200 m háton negyedikként csapott célba. A rövid pályás Európa-bajnokságon 100 m háton 25. volt. A 2008-as országos bajnokságon teljesítette az olimpiai kvalifikációs A-szintet 200 m háton. Ebben a versenyszámban 31. lett az olimpián. A rövid pályás Eb-n 200 méteren 21., 50 méteren 36. volt. Az ifjúsági Eb-n ezüstérmes lett.
A 2010-es Eb-n 50 és 100 m háton 27., 200 méteren 14. helyezett volt. A 2012-es kontinensbajnokságon 50 méter háton 25., 100 méter háton 19., 200 méter háton nyolcadik lett. Utóbbi versenyszámban teljesítette az olimpiai A-szintet is.
Az olimpián a 4 × 100 méteres gyorsváltóval 14. helyen végzett. 200 méter háton ötödik helyen jutott az elődöntőbe, ahol tizenegyedik lett.
A 2012-es rövid pályás Európa-bajnokságon 200 méter háton a 13. helyen végzett. 50 méter háton 32., 100 méter háton 25. volt. A 2012-es rövid pályás úszó-világbajnokságon 50 m háton 35., 100 m háton 37., 200 m háton 30. lett. A 2013-as úszó-világbajnokságon 200 méter háton 10. lett a selejtezőben. Az elődöntőben kilencedik lett és kiesett. A 2013-as rövid pályás úszó-Európa-bajnokságon 50 m háton 42., 100 m háton 41. helyen végzett.
A 2014-es úszó-Európa-bajnokságon 100 m háton 12., 200 m háton bronzérmes lett. A 2014-es rövid pályás úszó-világbajnokságon 50 m háton 33., 100 m háton 25., 200 m háton 14. helyen végzett. A 2015-ös úszó-világbajnokságon 100 m háton 23., 200 m háton 12. lett. Szerepelt a vegyes váltóban is, amelyet kizártak a selejtezőben és nyolcadik helyezett a vegyes vegyes váltóban is. A 2015-ös rövid pályás Európa-bajnokságon 200 m háton kilencedik lett. A 2016-os úszó-Európa-bajnokságon 100 m háton ötödik, 200 m háton negyedik, a vegyes váltóval és a vegyes vegyes váltóval bronzérmes volt.
A 2017-es budapesti világbajnokságon 100 méteres hátúszásban a 21. helyen végzett. 50 méter háton 27. lett.

## Eredmények
- Ifjúsági Európa-bajnokság - 2008.08.03. - 200 m hát - férfi, 2. helyezés
- Ifjúsági Európa-bajnokság - 2008.08.03. - 100 m hát - férfi, 4. helyezés
- Ifjúsági Európa-bajnokság - 2008.08.03. - 4 × 100 m vegyes váltó - férfi, 7. helyezés
- Ifjúsági Európa-bajnokság (Úszás) - 2007.07.22. - 4 × 100 m vegyes váltó - férfi, 3. helyezés
- Ifjúsági Európa-bajnokság (Úszás) - 2007.07.22. - 100 m hát - férfi, 3. helyezés
- Ifjúsági Európa-bajnokság (Úszás) - 2007.07.22. - 200 m hát - férfi, 4. helyezés

## Magyar bajnokság

### 50 méteres medence
| 50 méter                        | 2006 | 2007 | 2008 | 2009 | 2010 | 2011 | 2012 | 2013 | 2014 | 2015 | 2016 | 2017 | 2018 | 2019 | 2020 | 2021 |
| ------------------------------- | ---- | ---- | ---- | ---- | ---- | ---- | ---- | ---- | ---- | ---- | ---- | ---- | ---- | ---- | ---- | ---- |
| 50 m hát                        |      | 2.   | 2.   | 3.   | 3.   | 2.   | 3.   | 3.   | 1.   |      | 1.   | 2.   |      | 2.   |      | 6.   |
| 100 m hát                       |      | 3.   | 1.   | 3.   | 3.   | 2.   | 3.   | 2.   | 1.   | 1.   | 1.   | 2.   |      | 1.   |      | 5.   |
| 200 m hát                       | 2.   |      | 1.   |      | 2.   | 2.   | 2.   | 2.   | 2.   | 1.   | 1.   | 3.   |      |      |      |      |
| 4 × 100 m gyorsváltó            |      |      |      |      |      |      | 2.   | 2.   | 3.   | 2.   | 1.   | 2.   |      |      | 1.   |      |
| 4 × 200 m gyorsváltó            |      |      |      |      |      |      | 2.   |      |      |      |      |      |      |      |      |      |
| 4 × 100 m vegyes váltó          |      |      |      |      |      |      | 3.   | 2.   |      |      | 3.   | 4.   | 4.   | 3.   | 5.   | 2.   |
| 4 × 100 m gyors váltó (vegyes)  |      |      |      |      |      |      |      |      |      |      |      |      |      |      |      | 1.   |
| 4 × 100 m vegyes váltó (vegyes) |      |      |      |      |      |      |      |      |      |      | 5.   | 2.   | 2.   | 1.   | 1.   | 3.   |